# Анри дьо Тулуз-Лотрек
Анри Мари Реймон дьо Тулуз-Лотрек-Монфа (на френски: Henri Marie Raymond de Toulouse-Lautrec-Monfa) е известен френски художник от втората половина на XIX век, представител на постимпресионизма.

## Биография

### Произход и младежки години
Анри дьо Тулуз-Лотрек е роден на 24 ноември 1864 г. в замъка Боск в град Алби, Франция. Родителите му са потомци на стари аристократични фамилии. Баща му граф Алфонс дьо Тулуз-Лотрек е известен като ексцентрик, интересуващ се единствено от лов. Майка му Аделаид Тапие дьо Селейран е кротка и порядъчна жена.
Първите уроци по рисуване Анри получава от чичо си Шарл, любител художник. През 1872 г. постъпва в лицея „Фонтенас“. Най-ранните му запазени рисунки са от 1873 г.
Анри страда от костно заболяване, чиято същност не е установена със сигурност. На 30 май 1878 г. чупи лявата си бедрена кост при падане. През август 1879 г. чупи и дясната. И двете кости не зарастват правилно, което се отразява на растежа на краката му. Поради това като възрастен той остава с нисък ръст – 1,42 м. Болестта и последиците от нея изиграват голяма роля в по-нататъшния му живот и се отразяват в творчеството му. Изпитвайки комплекси заради недоразвитото си тяло и неугледна външност, Лотрек би могъл да се затвори в самоизолация или да отвърне с предизвикателство на презрително-снизходителното отношение на околните. Той избира второто.

### Творчески път
Неговото скандално поведение и начин на живот стават прословути и са обект на множество анекдоти. В 1881 г. завършва успешно лицей. Същата година взема решение да се отдаде изцяло на живописта. През 1882 г. постъпва като ученик в ателието на официалния художник Леон Бона. На следващата година се мести в ателието на Фернан Кормон. От 1884 г. се установява в бохемския парижки квартал Монмартър. Става редовен посетител на известните развлекателни заведения „Елизе Монмартр“, „Мулен дьо ла Галет“ и „Ша Ноар“. Сприятелява се с артиста и съдържател на кабаре „Мирлитон“ Аристид Брюан (да не се бърка с Аристид Бриан). Поддържа интимна връзка с известния модел на художници Сюзан Валодон. Сюжети на творбите му стават кабаретата, техните постоянни посетители и артистите. Любими персонажи за него са танцьорите Ла Гулю (Лакомницата) и Валантен Безкостния.
Увлечен от бохемския живот рядко посещава ателието на Кормон. Там през 1886 г. Тулуз-Лотрек се запознава и сприятелява с Винсент ван Гог. Получава издръжка от семейството си, благодарение на която успява да си устрои ателие. В 1888 г. участва в изложбата на Двадесетте в Брюксел. Същата година прекъсва връзката си със Сюзан Валодон. Открива, че е болен от сифилис.
През 1889 г. се запознава с Едгар Дега, от чието творчество се възхищава. Става редовен посетител на новооткритото кабаре „Мулен Руж“. На следващата година участва за втори път в изложбата на Двадесетте. Тук между него и художникът Анри де Гру става спречкване. Гру не е съгласен с участието на картини на Ван Гог в изложбата. Тулуз-Лотрек яростно защитава приятеля си. Двамата опоненти си обявяват дуел, който не се осъществява. От 1891 г. Тулуз-Лотрек започва да става популярен с плакатите си за „Мулен Руж“ и други увеселителни заведения, както и за Аристид Брюан. Започва да се занимава с литография.
През 1893 г. прави две изложби при галериста Морис Жоаян. Създава плакати за танцьорката Жана Аврил и певицата Ивет Гилбер. Все по-често посещава публични домове. През 1894 се настанява да живее в новооткрития публичен дом на улица „Мулен“ в Париж. В творчеството му от този период голямо място заемат произведения със сюжети от този род заведения. Сред най-известните е голямото живописно платно „В салона на улица Мулен“, завършено през 1895 г. Връща се отново към сюжетите от артистичния свят на Париж. Прави плакати за представленията на певиците Мей Милтън и Мей Белфорт. По молба на бившата звезда на „Мулен Руж“ Ла Гулю, рисува декорацията за павилиона ѝ. Предприема пътуване до Лондон, където се запознава с Оскар Уайлд, и до Лисабон.
Възмутените от скандалното му поведение роднини се събират и под ръководството на чичо му Шарл изгарят негови картини, намиращи се в Алби. Впоследствие участниците в събитието отричат факта.
През 1897 г. Лотрек предприема пътуване до Нидерландия, където се запознава отблизо с творбите на нидерландските майстори. През месец май 1898 е представена негова изложба в галерия „Гупил“ в Лондон. Здравето му все повече се влошава поради злоупотреба с алкохол. След един пристъп на делириум тременс е настанен в психиатричната болница в Ньой, където престоява от февруари до май 1899 г. След излизането си е в Кротоа, Хавр и Тоса. Есента е в Париж и се връща към предишния си начин на живот и алкохола. Лятото на 1900 г. прекарва в Хавр и Аркашон, есента в Малроме, а зимата в Бордо. Рисува много.

### Смърт
На 20 август 1901 г. получава паралитичен удар. Майка му го отвежда от Париж в Малроме, където умира на 9 септември, на 36-годишна възраст.

## Творчество
Творческото наследство на Тулуз-Лотрек включва около 600 картини, около 330 литографии, 31 плаката, 9 гравюри „суха игла“, 3 монотипии, хиляди рисунки и скици.

### Живопис
Художникът прилага особена живописна техника, смятана за изобретение на неговия съвременник Федерико Зандоменеги. Състои се в полагане на мазки от силно разредени с терпентин маслени бои върху платно или картон. Най-често не се ползва подготвителна рисунка. По този начин се запазва свежестта и непосредствеността на творбата. Част от ефекта е прозиращият под боите картон или платно, чийто цвят обикновено не е бял.
- Живописни произведения
- „Кабриолет“,
 1880 г.
- „Перачка“,
 1884 – 1888 г.
- „Аделаид дьо Тулуз-Лотрек, 1885 г.
- “Бал в Мулен Руж",
1890 г.
- „В леглото“,
 1893 г.
- „В салона на улица Мулен“, 1895 г.
- „Тоалетът на Пупул“,
1898 г.
- „Англичанката от „Стар“ в Хавр“, 1899 г.

### Литография и плакат
Персонажите в рисунките и графиките на Лотрек са разнообразни: близки роднини, познати от висшето общество, артисти, певици, танцьорки и постоянни посетители от кабаретата, клоуни, проститутки. Острият му, насмешлив поглед търси характерните им черти и ги предава в почти гротесков вид. Не малко от моделите му смятат, че той умишлено се стреми да ги покаже в най-неблагоприятна светлина (Ивет Гилбер например). Често той е безмилостен към парижките буржоа, а към париите се отнася с известна симпатия.
В литографията Тулуз-Лотрек достига голямо майсторство. Изпълнява сложни многоцветни графики без подготвителна рисунка, работейки направо върху литографския камък. Най-популярен приживе е с плакатите си. Лотрек е един от първите значими майстори на това изкуство.
- Графики и плакати
- „Танцуващия Шокола“ – рисунка, 1894 г.
- „Марсела Лендер“ – литография, 1895 г.
- „Клоунесата Ша-Ю-Као“ – литография, 1895 г.
- „Ла Гулю в „Мулен Руж“ – плакат, 1891 г.
- „Reine de joie“ – плакат, 1892 г.
- “Аристид Брюан в „Амбасадор“ – плакат, 1892 г.
- "Жана Аврил в „Японски диван“ – плакат, 1893 г.
- „Мей Белфор“ – плакат, 1895 г.